# Deerfield Beach
Deerfield Beach is een plaats (city) in de Amerikaanse staat Florida, en valt bestuurlijk gezien onder Broward County.

## Geschiedenis
Het ontstaan gaat terug tot rond 1890, toen er zich enkele boerenfamilies vestigden langs de Hillsborough rivier, dicht bij de Atlantische Oceaan. De plek heette aanvankelijk Hillsborough. Toen er in 1898 een eigen postkantoor kwam, werd de naam gewijzigd in Deerfield, als verwijzing naar de talrijke herten (Eng. 'deer' = 'hert') die er toen in de buurt voorkwamen. In de loop van de twintigste eeuw groeide de bevolking gestaag aan. Maar de hoofdactiviteit bleef nog lange tijd landbouw, met de teelt van onder meer ananas, tomaten, bonen en pompoenen.

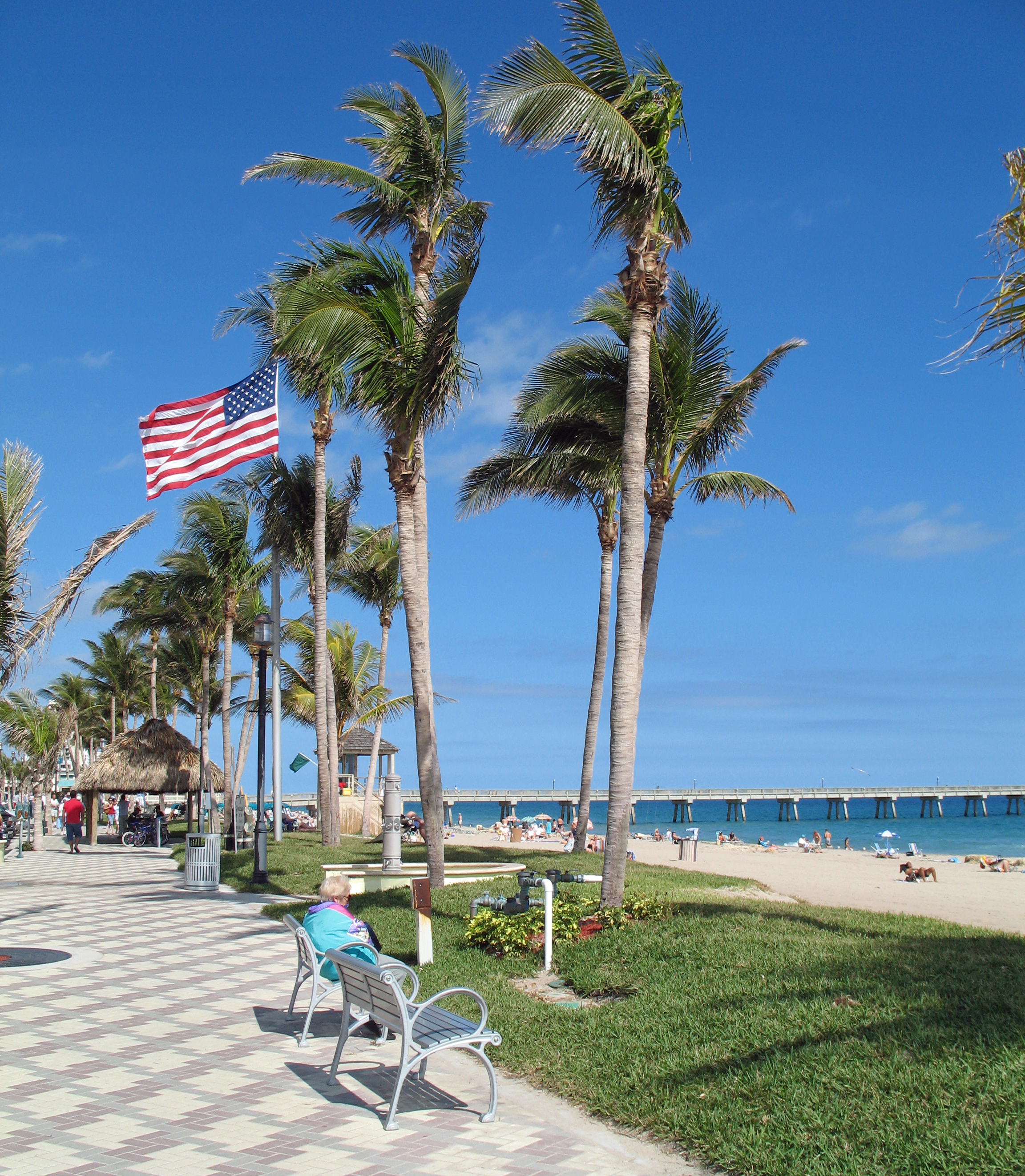
Deerfield Beach: de promenade, het strand en de pier

Vanaf de late jaren dertig werd het (strand)toerisme als een nieuwe economische activiteit gezien. De naam van de plek werd in 1939 dan ook veranderd in Deerfield Beach. Langs de kust verrezen hotels en motels. Sportterreinen en recreatiegebieden werden aangelegd. Banken en handelszaken kwamen zich vestigen. In 1952 werd een eerste houten pier gebouwd.

## Demografie
Bij de volkstelling in 2000 werd het aantal inwoners vastgesteld op 64.583.
In 2006 is het aantal inwoners door het United States Census Bureau geschat op 76.215, een stijging van 11632 (18.0%).

## Geografie
Volgens het United States Census Bureau beslaat de plaats een oppervlakte van
38,7 km², waarvan 34,8 km² land en 3,9 km² water.

## Arboretum
Sinds 1995 heeft Deerfield Beach een arboretum, met een oppervlakte van 3,6 hectare. Er staan meer dan driehonderd exotische boomsoorten. Het is eigendom van de gemeente en wordt door een ploeg vrijwilligers onderhouden.

## Plaatsen in de nabije omgeving
De onderstaande figuur toont nabijgelegen plaatsen in een straal van 8 km rond Deerfield Beach.